# Filmes de 1940 da RKO Pictures

## A RKO em 1940
A Segunda Guerra Mundial continuou a influir em Hollywood. No decorrer do ano, Dinamarca, Bélgica, Noruega, Países Baixos e França caíram sob o jugo nazista, enquanto no Reino Unido muitas casas exibidoras foram fechadas após pesados bombardeios. Os estúdios viram-se cada vez mais dependentes do mercado interno e, com isso, a RKO passou a oferecer aquilo que sempre agradou o público norte-americano: comédias, musicais, melodramas escapistas e histórias que exaltavam o americanismo. Temas relacionados com problemas contemporâneos eram evitados e a palavra de ordem era fingir que a guerra não existia.
Várias empresas independentes foram contratadas pelo presidente George J. Schaefer, entre elas a Pyramid Productions, a Voco Productions e a Vogue Pìctures. Schaefer também atraiu Erich Pommer, conceituado produtor do estúdio alemão UFA, para realizar três ou quatro películas por ano. Contudo, uma perda importante foi George Stevens, que foi embora após atritos com Schaefer e o fraco resultado comercial de Vigil in the Night.
A RKO lançou 53 filmes em 1940, 15 deles produções independentes ou coproduções com companhias independentes. Os maiores sucessos foram Kitty Foyle, My Favorite Wife e Irene. Também deram lucro satisfatório Lucky Partners, You'll Find Out e Primrose Path. O ano foi pródigo em indicações ao Oscar -- de um total de nove filmes lembrados pela Academia, Kitty Foyle recebeu cinco e ganhou na categoria de Melhor Atriz, entregue a Ginger Rogers, e My Favorite Wife recebeu três. Já Pinocchio, a nova animação dos Estúdios Disney, venceu as duas categorias que disputava: Melhor Trilha Sonora e Melhor Canção Original.
Apesar de uma propalada "nova" RKO, que teria surgido com a quitação de suas dívidas, o estúdio amargou um prejuízo de 998.191 dólares.

## Prêmios Oscar
13.ª cerimônia, com os filmes exibidos em Los Angeles no ano de 1940
| Filme                      | Indicações                                                                                             | Premiações                                  |
| -------------------------- | --- | ------------------------------------------- |
| Abe Lincoln in Illinois    | Melhor Ator (Raymond Massey) Melhor Fotografia (Preto e Branco)                                        | ---                                         |
| Irene                      | Melhor Trilha Sonora                                                                                   | ---                                         |
| Kitty Foyle                | Melhor Filme Melhor Diretor Melhor Atriz (Ginger Rogers) Melhor Mixagem de Som Melhor Roteiro Adaptado | Melhor Atriz                                |
| My Favorite Wife           | Melhor Direção de Arte (Preto e Branco) Melhor Trilha Sonora Melhor História Original                  | ---                                         |
| Pinocchio                  | Melhor Trilha Sonora Melhor Canção Original                                                            | Melhor Trilha Sonora Melhor Canção Original |
| Primrose Path              | Melhor Atriz Coadjuvante (Marjorie Rambeau)                                                            | ---                                         |
| Swiss Family Robinson      | Melhores Efeitos Especiais                                                                             | ---                                         |
| They Knew What They Wanted | Melhor Ator Coadjuvante (William Gargan)                                                               | ---                                         |
| You'll Find Out            | Melhor Canção Original                                                                                 | ---                                         |

## Os filmes do ano
| Título original               | Título PT/BR                   | Título PT/PT              | Astros                                | Diretor                              |
| ----------------------------- | ------------------------------ | ------------------------- | ------------------------------------- | ------------------------------------ |
| Abe Lincoln in Illinois       | O Libertador                   | O Libertador              | Raymond Massey, Gene Lockhart         | John Cromwell                        |
| Anne of Windy Poplars         |                                | A Casa dos Ventos         | Anne Shirley, James Ellison           | Jack Hively                          |
| Beyond Tomorrow               |                                | Além da Eternidade        | Harry Carey, C. Aubrey Smith          | A. Edward Sutherland                 |
| A Bill of Divorcement         | Vítimas do Divórcio            | A Sonata do Louco         | Maureen O'Hara, Adolphe Menjou        | John Farrow                          |
| Bullet Code                   | Código de Bala                 | A Lei Sou Eu              | George O'Brien, Virginia Vale         | David Howard                         |
| The Courageous Dr. Christian  | Corajoso Doutor Christian      |                           | Jean Hersholt, Dorothy Lovett         | Bernard Vorhaus                      |
| Cross-Country Romance         |                                |                           | Gene Raymond, Wendy Barrie            | Frank Woodruff                       |
| Curtain Call                  |                                |                           | Barbara Read, Alan Mowbray            | Frank Woodruff                       |
| Dance, Girl, Dance            | A Vida É Uma Dança             | Dança, Rapariga, Dança    | Maureen O'Hara, Louis Hayward         | Dorothy Arzner                       |
| Dr. Christian Meets the Women | Médico Contra Charlatão        |                           | Jean Hersholt, Dorothy Lovett         | William C. McGann                    |
| Dreaming Out Loud             |                                |                           | Chester Lauck, Norris Goff            | Harold Young                         |
| The Fargo Kid                 | Punhos Contra Revólveres       |                           | Tim Holt, Ray Whitley                 | Edward Killy                         |
| I'm Still Alive               |                                |                           | Kent Taylor, Linda Hayes              | Irving Reis                          |
| Irene                         | Irene                          | Irene                     | Anna Neagle, Ray Milland              | Herbert Wilcox                       |
| Isle of Destiny               | A Ilha do Destino              | A Ilha do Destino         | William Gargan, Wallace Ford          | Elmer Clifton                        |
| Kitty Foyle                   | Kitty Foyle                    | A Rapariga da Gola Branca | Ginger Rogers, Dennis Morgan          | Sam Wood                             |
| Laddie                        | A Floresta Encantada           |                           | Tim Holt, Virginia Gilmore            | Jack Hively                          |
| Legion of the Lawless         | A Legião dos Renegados         | A Legião dos Malditos     | George O'Brien, Virginia Vale         | David Howard                         |
| Li'l Abner                    | Ferdinando                     |                           | Jeff York, Martha O'Driscoll          | Albert S. Rogell                     |
| Little Orvie                  |                                |                           | Johnny Sheffield, Ernest Truex        | Ray McCarey                          |
| Lucky Partners                | Boa Sorte                      | Sorte Grande              | Ronald Colman, Ginger Rogers          | Lewis Milestone                      |
| The Marines Fly High          | Voo de Resgate                 | Águias Humanas            | Richard Dix, Chester Morris           | Benjamin Stoloff, George Nichols Jr. |
| Married and in Love           | Casados e Apaixonados          |                           | Alan Marshal, Barbara Read            | John Farrow                          |
| Men Against the Sky           |                                | Heróis do Espaço          | Richard Dix, Kent Taylor              | Leslie Goodwins                      |
| Mexican Spitfire              | Quando a Mulher Vira Bicho     |                           | Lupe Velez, Leon Errol                | Leslie Goodwins                      |
| Mexican Spitfire Out West     | Quando Macacos Se Encontram    | Mulher dos Diabos         | Lupe Velez, Leon Errol                | Leslie Goodwins                      |
| Millionaire Playboy           |                                |                           | Joe Penner, Linda Hayes               | Leslie Goodwins                      |
| Millionaires in Prison        |                                |                           | Lee Tracy, Linda Hayes                | Ray McCarey                          |
| My Favorite Wife              | Minha Esposa Favorita          | A Minha Mulher Favorita   | Irene Dunne, Cary Grant               | Garson Kanin                         |
| No, No, Nanette               |                                | Não, Não, Nanette         | Anna Neagle, Richard Carlson          | Herbert Wilcox                       |
| One Crowded Night             |                                |                           | Billie Seward, William Haade          | Irving Reis                          |
| Pinocchio                     | Pinóquio                       | Pinóquio                  | Animação                              | Hamilton Luske, Ben Sharpsteen       |
| Pop Always Pays               |                                |                           | Leon Errol, Dennis O'Keefe            | Leslie Goodwins                      |
| Prairie Law                   | A Lei dos Prados               |                           | George O'Brien, Virginia Vale         | David Howard                         |
| Primrose Path                 | Quero Ser Feliz                | Sombras da Rua            | Ginger Rogers, Joel McCrea            | Gregory La Cava                      |
| Queen of Destiny              |                                | Sessenta Anos de Glória   | Anna Neagle, Anton Walbrook           | Herbert Wilcox                       |
| The Ramparts We Watch         |                                |                           | John Adair, John Summers              | Louis De Rochemont                   |
| Remedy for Riches             | Remédio para a Riqueza         |                           | Jean Hersholt, Dorothy Lovett         | Erle C. Kenton                       |
| The Saint Takes Over          | O Santo e a Mulher             |                           | George Sanders, Wendy Barrie          | Jack Hively                          |
| The Saint's Double Trouble    | O Santo e Seu Sósia            |                           | George Sanders, Helene Whitney        | Jack Hively                          |
| Stage to Chino                | Impondo a Lei                  |                           | George O'Brien, Virginia Vale         | Edward Killy                         |
| Stranger on the Third Floor   |                                | Não Matei                 | Peter Lorre, John McGuire             | Boris Ingster                        |
| Swiss Family Robinson         | Robinson Suíço                 | O Novo Robinson           | Thomas Mitchell, Edna Best            | Edward Ludwig                        |
| They Knew What They Wanted    | Não Cobiçarás a Mulher Alheia  | O Outro                   | Carole Lombard, Charles Laughton      | Garson Kanin                         |
| Tom Brown's School Days       | Os Dias Escolares de Tom Brown | Serás um Homem!           | Cedric Hardwicke, Freddie Bartholomew | Robert Stevenson                     |
| Too Many Girls                | Garotas em Penca               | Mulheres a Mais...        | Lucille Ball, Richard Carlson         | George Abbott                        |
| Triple Justice                | Justiça Tríplice               |                           | George O'Brien, Virginia Vale         | David Howard                         |
| Vigil in the Night            | Noites de Vigília              | Noites de Angústia        | Carole Lombard, Brian Aherne          | George Stevens                       |
| The Villain Still Pursued Her |                                |                           | Billy Gilbert, Anita Louise           | Edward F. Cline                      |
| Wagon Train                   | Emboscada da Caravana          |                           | Tim Holt, Ray Whitley                 | Edward Killy                         |
| Wildcat Bus                   |                                |                           | Fay Wray, Charles Lang                | Frank Woodruff                       |
| You Can't Fool Your Wife      | Não Se Pode Enganar a Mulher   |                           | Lucille Ball, James Ellison           | Ray McCarey                          |
| You'll Find Out               | O Palácio dos Espíritas        | O Castelo dos Mistérios   | Kay Kyser, Peter Lorre                | David Butler                         |